# Viktoria-Luise-Platz
Viktoria-Luise-Platz – plac w Berlinie, w Niemczech, w dzielnicy Schöneberg, okręgu administracyjnym Tempelhof-Schöneberg. Został wytyczony w 1899.
Przy placu znajduje się stacja metra linii U4 Viktoria-Luise-Platz.